# Brenzone sul Garda
Brenzone sul Garda és un comune (municipi) de la província de Verona, a la regió italiana del Vèneto, situat a uns 120 quilòmetres a l'oest de Venècia i a uns 35 quilòmetres al nord-oest de Verona.
A 1 de gener de 2020 la seva població era de 2.484 habitants.
Brenzone sul Garda limita amb els següents municipis: Ferrara di Monte Baldo, Gargnano, Malcesine, San Zeno di Montagna, Tignale, Torri del Benaco i Tremosine.